# 1057
| Calendário gregoriano                                                        | 1057 MLVII                                            |
| Ab urbe condita                                                              | 1810                                                  |
| Calendário arménio                                                           | 506 – 507                                             |
| Calendário bahá'í                                                            | -787 – -786                                           |
| Calendário budista                                                           | 1601                                                  |
| Calendário chinês                                                            | 3753 – 3754 Início a 7 de fevereiro (aproximadamente) |
| Calendário copta                                                             | 773 – 774                                             |
| Calendário etíope                                                            | 1049 – 1050                                           |
| Calendários hindus - Vikram Samvat - Calendário nacional indiano - Cáli Iuga | 1112 – 1113 978 – 979 4157 – 4158                     |
| Calendário Holoceno                                                          | 11057                                                 |
| Calendário islâmico                                                          | 449 – 450                                             |
| Calendário judaico                                                           | 4817 – 4818                                           |
| Calendário persa                                                             | 435 – 436                                             |
| Calendário rúnico                                                            | 1307                                                  |
| Calendário solar tailandês                                                   | 1600                                                  |

1057 (MLVII, na numeração romana) foi um ano comum do século XI do Calendário Juliano, da Era de Cristo, e a sua letra dominical foi E (52 semanas), teve início a uma quarta-feira, terminou também a uma quarta-feira.
No território que viria a ser o reino de Portugal estava em vigor a Era de César que já contava 1095 anos.
| Ano completo                        |
| ----------------------------------- |
| Ano comum com início à quarta-feira |

## Eventos
- Fernando I de Leão e Castela conquista Lamego, Viseu e Seia.
- Os almorávidas Abedalá ibne Iacine e Abu Becre ibne Omar conquistam o Suz, a região a sul do Alto Atlas.

## Nascimentos
- Hugo I de Vermandois, filho de Henrique I de França e cruzado (m. 1101).

## Mortes
- 3 de Setembro - Reinaldo I de Borgonha, conde palatino da Borgonha (n. 990).
- Otão de Saboia - conde de Saboia, marquês de Turim (n. 1000).